# Juan Luis Arsuaga
Juan Luis Arsuaga Ferreras (Madrid, 1954) és llicenciat i doctor en Ciències Biològiques per la Universitat Complutense de Madrid i catedràtic de Paleontologia en aquesta mateixa universitat. El seu pare fou el futbolista Pedro María Arsuaga.

## Biografia
Ja de nen mostrava un gran interès per la prehistòria sorgit de la lectura de La Guerre du feu de J.-H. Rosny Ainé i les seues visites a excavacions prop de Bilbao.
Exerceix com a professor visitant del Departament d'Antropologia del University College de Londres.
El 8 d'abril de 1993 va ser portada de la revista Nature per l'article sobre el descobriment, el 1992, del crani humà més complet del registre fòssil de la Humanitat, el crani número 5 que és un crani d'Homo heidelbergensis.
És membre de l'Equip d'Investigacions dels Jaciments Pleistocens de la Serra d'Atapuerca (Burgos, Espanya) des de 1982, sota la direcció de Emiliano Aguirre Enríquez i des de 1991 codirector juntament amb José María Bermúdez de Castro i Eudald Carbonell Roura de l'Equip que ha estat guardonat amb el Premi Príncep d'Astúries d'Investigació Científica i Tècnica de 1997 i el Premi Castella i Lleó de Ciències Socials i Humanitats de 1997.
El 23 de juliol de 2008 se li concedeix el premi "Antonio de Sancha", atorgat per l'Associació d'Editors de Madrid, per la seua defensa de la cultura per mitjà de la divulgació científica.
El 30 d'abril de 2010 va ser nomenat Doctor Honoris Causa per la Universitat de Burgos.
Les troballes d'Atapuerca han revelat noves dades sobre els primers humans que habitaren Europa. Això contrasta amb el secretisme entorn de les excavacions de Orce (Granada, Espanya), on s'han trobat utensilis humans anteriors als d'Atapuerca.
És membre del Musée de l'Homme de París, de l'Associació Internacional per a l'Estudi de la Paleontologia Humana, vicepresident de la comissió de Paleontologia Humana i Paleoecologia de la INQUA (International Union for Quaternary Research) i ha estat conferenciant en les universitats de Londres, Cambridge, Zúric, Roma, Arizona, Filadèlfia, Berkeley, Nova York, Tel-Aviv, etc.

## Publicacions
Ha estat autor i editor d'articles en revistes i llibres científics: Nature, Science, Journal of Human Evolution, Journal of Archaeological Science, American Journal of Physical Anthropology, etc.

### Llibres de divulgació
- Arsuaga JL y Martínez I (1998): La Especie Elegida. Ediciones Temas de Hoy, S.A., Col. Tanto por Saber ISBN 978-84-7880-909-7
- Cervera J, Arsuaga JL, Bermúdez de Castro JM, Carbonell E y Trueba J (1998): Atapuerca. Un millón de años de historia. Plot Ediciones y Editorial Complutense, S.A. ISBN 978-84-7491-629-4
- Arsuaga JL (1999): El collar del Neandertal. Ediciones Temas de Hoy, S.A., Col. Tanto por Saber ISBN 978-84-7880-793-2
- Bermúdez de Castro JM, Arsuaga JL, Carbonell E y Rodríguez J (Eds.) (1999): Atapuerca. Nuestros antecesores. Junta de Castilla y León ISBN 978-84-7846-871-3
- Arsuaga JL (2001): El Enigma de la Esfinge. Plaza & Janés Editores, S.A., Col. Areté ISBN 978-84-01-34160-1
- Arsuaga JL (2002): Los aborígenes. RBA Libros, S.A ISBN 978-84-7901-932-7
- Martínez I y Arsuaga JL (2002): Amalur. Del átomo a la mente. Ediciones Temas de Hoy, S.A. ISBN 978-84-8460-191-3
- Arsuaga JL, Bermúdez de Castro JM, Carbonell E y Trueba J (2003): Los Primeros Europeos: Tesoros de la Sierra de Atapuerca. Junta de Castilla y León ISBN 978-84-9718-143-3
- Arsuaga JL (2004): El mundo de Atapuerca. Plaza & Janés Editores, S.A. ISBN 978-84-01-37895-9
- Arsuaga JL, Martínez I y Trueba J (2004) Atapuerca y la evolución humana. Fundació Caixa Catalunya ISBN 978-84-89860-56-8
- Arsuaga JL (2006): La saga humana. Editorial Edaf, S.A. ISBN 978-84-414-1821-9
- Arsuaga JL (2008): Mi primer libro de la prehistoria: Cuando el mundo era niño. Editorial Espasa, S.A. ISBN 84-670-2938-2
- Arsuaga JL (2009): El reloj de Mr. Darwin. Ediciones Temas de Hoy, S.A. ISBN 978-84-8460-792-2
- Arsuaga JL e ilustraciones de Forges(2010): Elemental, queridos humanos". Ediciones Temas de hoy.a J
- Arsuaga JL (2012): El primer viaje de nuestra vida. ISBN 9788499981802

### Multimèdia
- Arsuaga JL, Cervera J y Trueba J (1999): Explorando el mundo de Atapuerca. Madrid Scientific Films (CD-ROM) ISBN 84-931268-0-2
- Arsuaga JL et al. (2006): Atapuerca, patrimonio de la humanidad : 30 años de excavaciones y descubrimientos. Madrid Scientific Films (DVD) ISBN 978-84-931268-1-0

### Narrativa
- Arsuaga JL (2005): Al otro lado de la niebla. Santillana Ediciones Generales, S.A., Col. Suma de Letras ISBN 978-84-96463-16-5

### Articles científics
(Selecció en ordre cronològic de publicació)
- Arsuaga JL, Martínez I, Gracia A, Carretero JM y Carbonell E (1993): Three new human skulls from the Sima de los Huesos Middle Pleistocene site in Sierra de Atapuerca, Spain. Nature, 362(6420):534-537
- Carbonell E, Bermúdez de Castro JM, Arsuaga JL, Díez JC, Rosas A, Cuenca-Bescós G, Sala R, Mosquera M y Rodríguez XP (1995): Lower Pleistocene hominids and artifacts from Atapuerca-TD6 (Spain). Science, 269(5225):826-830
- Fernández-Jalvo Y, Díez JC, Bermúdez de Castro JM, Carbonell E y Arsuaga JL. (1996): Evidence of early cannibalism. Science, 271(5247):277-278
- Arsuaga JL, Carretero JM, Lorenzo C, Gracia A, Martínez I, Bermúdez de Castro JM y Carbonell E. (1997): Size variation in Middle Pleistocene humans. Science, 277(5329):1086-1088
- Bermúdez de Castro JM, Arsuaga JL, Carbonell E, Rosas A, Martínez I y Mosquera M. (1997): A hominid from the lower Pleistocene of Atapuerca, Spain: possible ancestor to Neandertals and modern humans. Science, 276(5317):1392-1395
- VV.AA. (1997) Special issue Sima de los Huesos. J Hum Evol, 33(2-3): 105-421
- Arsuaga JL, Lorenzo C, Carretero JM, Gracia A, Martínez I, García N, Bermúdez de Castro JM y Carbonell E. (1999): A complete human pelvis from the Middle Pleistocene of Spain. Nature, 399(6733):255-258.
- Bookstein F, Schäfer K, Prossinger H, Seidler H, Fieder M, Stringer C, Weber GW, Arsuaga JL, Slice DE, Rohlf FJ, Recheis W, Mariam AJ y Marcus LF (1999): Comparing frontal cranial profiles in archaic and modern homo by morphometric analysis. Anat Rec, 257(6):217-224
- VV.AA. (1999) Special issue Gran Dolina. J Hum Evol, 37(3-4): 309-700
- Manzi G, Gracia A y Arsuaga JL. (2000) Cranial discrete traits in the middle pleistocene humans from Sima de los Huesos (Sierra de Atapuerca, Spain). Does hypostosis represent any increase in "ontogenetic stress" along the Neanderthal lineage? J Hum Evol, 38(3):425-446
- Carbonell E, Arsuaga JL y Bermúdez de Castro JM (Coords.) (2001) Atapuerca. L'Anthropologie, vol. spec
- Arsuaga JL, Villaverde V, Quam R, Gracia A, Lorenzo C, Martínez I y Carretero JM. (2002) The Gravettian occipital bone from the site of Malladetes (Barx, Valencia, Spain). J Hum Evol, 43(3):381-393
- Carbonell E, Bermúdez de Castro JM, Arsuaga JL, Allue E, Bastir M, Benito A, Cáceres I, Canals T, Díez JC, van der Made J, Mosquera M, Ollé A, Pérez-González A, Rodríguez J, Rodríguez XP, Rosas A, Rosell J, Sala R, Vallverdú J y Vergés JM (2005): An Early Pleistocene hominin mandible from Atapuerca-TD6, Spain. Proc Natl Acad Sci U S A, 102(16):5674-5678
- Daura J, Sanz M, Subirá ME, Quam R, Fullola JM y Arsuaga JL (2005): A Neandertal mandible from the Cova del Gegant (Sitges, Barcelona, Spain). J Hum Evol, 49(1):56-70
- Arsuaga JL, Villaverde V, Quam R, Martínez I, Carretero JM, Lorenzo C y Gracia A (2007): New Neandertal remains from Cova Negra (Valencia, Spain). J Hum Evol, 52(1):31-58

### Articles de divulgació
- Arsuaga JL (1993): Les hommes fossiles de la Sierra de Atapuerca, La Recherche, 260.
- Arsuaga JL, Bermúdez de Castro JM y Carbonell E (1994): La Sierra de Atapuerca. Los homínidos y sus actividades. Revista de Arqueología, 159.
- Arsuaga JL, Martínez I, Bermúdez de Castro JM, Rosas A, Carbonell E y Mosquera, M (1997): Homo antecessor, una especie del Pleistoceno inferior de Atapuerca. Mundo Científico, 181: 649.
- Arsuaga JL (1997): Faces from the Past, Archaeology, May/June.
- Carbonell E, Arsuaga JL, Bermúdez de Castro JM, Cáceres, I, Díez JC, Fernández-Jalbo Y, Mosquera M, Rodríguez JP, Rosell J, Sala R y Vallverdú J (1998): Homo antecessor y su medio natural, Mundo Científico, 192: 42-49.
- Arsuaga JL (1999): Una pelvis completa de la Sierra de Atapuerca, Mundo Científico, 203.
- Arsuaga JL (2000): Sociobiología de homínidos, Mundo Científico, 214.
- Arsuaga JL (2000): Europe’s First Family, Discovering Archaeology, November/Dec.
- Arsuaga JL y Martínez I (2001). La Sima de los Huesos, National Geographic, Juny.
- Arsuaga JL y Martínez I (2001): El origen de la mente. Investigación y Ciencia, 302: 4-12.
- Arsuaga JL (2003). Requiem for a Heavyweight, Natural History, January: 42-48.
- Arsuaga JL (2004). Atapuerca. Donde el tiempo se remansa, National Geographic Especial Los Orígenes del Hombre.
- Arsuaga JL (2004). La voz de los fósiles, National Geographic, Historia, Març.